# Андрианов, Виктор Иванович
Виктор Иванович Андрианов — советский хозяйственный, государственный и политический деятель, Герой Социалистического Труда.

## Биография
Родился в 1916 году в селе Анненково. Член КПСС.
С 1938 года — на хозяйственной, общественной и политической работе. В 1938—1941 гг. — главный ветеринарный врач Висеровского района Кировской области, участник Великой Отечественной войны, начальник ветеринарной службы 645-го стрелкового полка 202-й стрелковой дивизии 27-й армии, главный ветеринарный врач в Челно-Вершинском районе Куйбышевской области, директор племенного свиноводческого совхоза «Красный строитель» Челно-Вершинского района Куйбышевской области.
Указом Президиума Верховного Совета СССР от 8 апреля 1971 года присвоено звание Героя Социалистического Труда с вручением ордена Ленина и золотой медали «Серп и Молот».
Умер в посёлке Красный Строитель в 1989 году.